# Kneecap (film)
Kneecap is een Iers-Britse biografische film uit 2024, geregisseerd en geschreven door Rich Peppiatt over de opkomst van de in Belfast gevestigde hiphop-band Kneecap. In de film spelen de bandleden zichzelf.

## Verhaal
De film speelt zich af in West-Belfast in 2019 en laat zien hoe het trio Kneecap werd gevormd en hun eigen sound creëerde.

## Rolverdeling
| Acteur                            | Personage             |
| --------------------------------- | --------------------- |
| Liam Óg "Mo Chara" Ó Hannaidh     | zichzelf              |
| Naoise "Móglaí Bap" Ó Cairealláin | zichzelf              |
| JJ Ó "DJ Próvaí" Dochartaigh      | zichzelf              |
| Josie Walker                      | detective Ellis       |
| Fionnula Flaherty                 | Caitlin               |
| Jessica Reynolds                  | Georgia               |
| Adam Best                         | Doyle                 |
| Simone Kirby                      | Dolores Ó Cairealláin |
| Michael Fassbender                | Arlo Ó Cairealláin    |

## Productie
De film is het regiedebuut van Rich Peppiatt naar een verhaal dat hij samen met de bandleden schreef. De film werd gefinancierd door het British Film Institute (BFI), dat financiering van de Britse Nationale Loterij toekende, Fís Éireann/Screen Ierland, Coimisiún na Meán, TG4, het Northern Ireland Screen’s Irish Language Broadcast Fund  en het Screen Fund, in samenwerking met Great Point Media, Naughty Step, DMC Film en is een productie van Fine Point Films, Mother Tongues Films en Curzon in coproductie met Wildcard. Sony Pictures Classics verwierf net voor de première de distributierechten voor Noord-Amerika, Latijns-Amerika, Oost-Europa, Turkije en het Midden-Oosten.

## Release en ontvangst
Kneecap ging op 18 januari 2024 in première op het Sundance Film Festival in de NEXT-sectie, waarna de band een set speelde op de afterparty in The Cabin, Main Street. De film won de Audience Award: NEXT. Het was de eerste film in de Ierse taal die zijn wereldpremière beleefde op het Sundance Film Festival. De film was op 13 november 2024 de openingsfilm van het 44ste Noordelijk Film Festival.
De film kreeg overwegend positieve kritieken van de filmcritici, met een score van 96% op Rotten Tomatoes, gebaseerd op 130 beoordelingen. De film werd geselecteerd als Ierse inzending voor de beste niet-Engelstalige film voor de 97ste Oscaruitreiking.

## Prijzen en nominaties
De belangrijkste:
| Jaar | Prijs                  | Categorie            | Genomineerde(n)      | Uitslag  |
| ---- | ---------------------- | -------------------- | -------------------- | -------- |
| 2024 | Sundance Film Festival | Audience Award: NEXT | Audience Award: NEXT | Gewonnen |